# 有取識
有取識，又稱有漏心意識、有漏識，佛教阿毘達摩術語，源自說一切有部，是識的一種，指帶著煩惱的識，負責生命的延續，以及投生至下一世的輪迴。

## 概論
取是十二緣起之一，為煩惱的異名。有取識的意義，是指產生愛取，有漏，能生後有的識，也就是十二緣起中的識。四食中的識食，通常被等同於有取識。有取識的功能，是令諸有相續。在命終之時，會依照先前所的業，決定投生方向。
《發智論》引用《雜阿含經》的城主喻，認為這即是指有取識。這個見解被《大毘婆沙論》沿用。
《雜阿含經》中的「後有因」和「五種種子」所喻「取陰俱識」，在《俱舍論》中，被統合在有取識之下。
玄奘譯《辯中邊論》中，認為有取識可以導引有情至投生之處。但在真諦譯本中，將有取識譯為本識及意識。

## 類似思想
有取識的概念，接近於經量部的種子說，以及分別說部的結生識。
《攝大乘論》中，將意分為等無間意與染污意二者，染污意與薩迦耶見，我慢，我愛與無明等四煩惱相應。

## 外部連結
- 葉阿月〈唯識思想的十二緣起說:以中邊分別論為中心 〉 （页面存档备份，存于）
- 林建德〈論初期佛教「識」之概念及其特點－與現今主流學界意識研究作對比〉